# Mateusz Skrzypczak
Mateusz Skrzypczak (ur. 22 sierpnia 2000 w Poznaniu) – polski piłkarz grający na pozycji obrońcy w  Lechu Poznań.
Swoją juniorską karierę rozpoczął w Lechu Poznań, przechodząc od Akademii Lecha przez wszystkie szczeble szkoleniowe. W pierwszej drużynie zadebiutował 20 kwietnia 2019 roku podczas zremisowanego meczu z Jagiellonią Białystok. Pierwszego debiutanckiego gola zdobył 24 września 2019 roku podczas meczu 1/32 Pucharu Polski 2019/2020 z Chrobry Głogów. W sezonie 2023/2024 wraz z Jagiellonią Białystok zdobył mistrzostwo Polski oraz Superpuchar Polski. 6 czerwca 2025 roku zadebiutował w reprezentacji Polski w wygranym meczu z Mołdawią 2-0. 
19 czerwca 2025 podpisał kontrakt z Lechem Poznań.

## Sukcesy

### Lech Poznań
- Mistrz Polski CLJ: 2017/2018

- Mistrz Polski: 2021/2022

### Jagiellonia Białystok
- Mistrz Polski: 2023/24
- Superpuchar Polski: 2024[4]

## Statystyki kariery klubowej
Stan na koniec sezonu 2024/2025
| Klub                  | Sezon              | Liga               | Liga | Liga | Liga | Puchar kraju | Puchar kraju | Puchar kraju | Europa | Europa | Europa | Suma | Suma | Suma |
| Klub                  | Sezon              | Liga               | M    | B    | A    | M            | B            | A            | M      | B      | A      | M    | B    | A    |
| --------------------- | ------------------ | ------------------ | ---- | ---- | ---- | ------------ | ------------ | ------------ | ------ | ------ | ------ | ---- | ---- | ---- |
| Lech II Poznań        | 2019/2020          | eWinner II liga    | 16   | 0    | 0    | 0            | 0            | 0            | 0      | 0      | 0      | 16   | 0    | 0    |
| Lech Poznań           | 2019/2020          | Ekstraklasa        | 2    | 0    | 0    | 2            | 1            | 0            | 0      | 0      | 0      | 4    | 1    | 0    |
| Lech Poznań           | Ogólnie            | Ogólnie            | 18   | 0    | 0    | 2            | 1            | 0            | 0      | 0      | 0      | 20   | 1    | 0    |
| Puszcza Niepołomice   | 2020/2021          | I liga             | 13   | 0    | 0    | 2            | 0            | 0            | 0      | 0      | 0      | 15   | 0    | 0    |
| Puszcza Niepołomice   | Ogólnie            | Ogólnie            | 13   | 0    | 0    | 2            | 0            | 0            | 0      | 0      | 0      | 15   | 0    | 0    |
| Stomil Olsztyn        | 2020/2021          | I liga             | 14   | 0    | 0    | 0            | 0            | 0            | 0      | 0      | 0      | 14   | 0    | 0    |
| Stomil Olsztyn        | Ogólnie            | Ogólnie            | 14   | 0    | 0    | 0            | 0            | 0            | 0      | 0      | 0      | 14   | 0    | 0    |
| Lech II Poznań        | 2021/2022          | eWinner II liga    | 11   | 0    | 0    | 0            | 0            | 0            | 0      | 0      | 0      | 11   | 0    | 0    |
| Lech Poznań           | 2021/2022          | Ekstraklasa        | 2    | 0    | 0    | 5            | 0            | 0            | 0      | 0      | 0      | 7    | 0    | 0    |
| Lech Poznań           | Ogólnie            | Ogólnie            | 13   | 0    | 0    | 5            | 0            | 0            | 0      | 0      | 0      | 18   | 0    | 0    |
| Jagiellonia Białystok |                    |                    |      |      |      |              |              |              |        |        |        |      |      |      |
| 2022/2023             | Ekstraklasa        | 26                 | 1    | 0    | 0    | 0            | 0            | 0            | 0      | 0      | 26     | 1    | 0    |      |
| 2023/2024             | Ekstraklasa        | 28                 | 3    | 1    | 3    | 0            | 0            | 0            | 0      | 0      | 31     | 1    | 3    |      |
| 2024/2025             | Ekstraklasa        | 28                 | 2    | 0    | 2    | 0            | 0            | 15           | 0      | 0      | 45     | 2    | 0    |      |
| Ogólnie               | Ogólnie            | 82                 | 6    | 1    | 5    | 0            | 0            | 15           | 0      | 0      | 102    | 6    | 1    |      |
| Ogólnie w karierze    | Ogólnie w karierze | Ogólnie w karierze | 140  | 7    | 1    | 14           | 1            | 0            | 15     | 0      | 0      | 169  | 7    | 1    |

### Reprezentacyjne
(aktualne na dzień 10 czerwca 2025)
| Reprezentacja | Rok     | Mecze | Bramki |
| ------------- | ------- | ----- | ------ |
| Polska        | 2025    | 2     | 0      |
| Ogólnie       | Ogólnie | 2     | 0      |

| Mecze i gole w reprezentacji | Mecze i gole w reprezentacji | Mecze i gole w reprezentacji | Mecze i gole w reprezentacji | Mecze i gole w reprezentacji | Mecze i gole w reprezentacji | Mecze i gole w reprezentacji |
| Lp.                          | Data                         | Miasto                       | Przeciwnik                   | Gol                          | Wynik                        | Rozgrywki                    |
| ---------------------------- | ---------------------------- | ---------------------------- | ---------------------------- | ---------------------------- | ---------------------------- | ---------------------------- |
| 1.                           | 06.06.2025                   | Chorzów                      | Mołdawia                     |                              | 2:0                          | towarzyski                   |
| 2.                           | 10.06.2025                   | Helsinki                     | Finlandia                    |                              | 1:2                          | el. MŚ 2026                  |